# 德納姆山
66°55′S 52°19′E / 66.917°S 52.317°E
德納姆山是南極洲的山峰，位於恩德比地，屬於圖拉山脈的一部分，處於基瑟山西北面2公里，該山峰在1957年被澳大利亞的探險隊發現，以莫森站的氣象觀測員命名。